# Arpalione (figlio di Plimene)
Arpalione (in greco antico: Ἁρπαλίων?, Harpalíōn) era un personaggio della mitologia greca citato da Omero nell'Iliade.

## Mitologia
Figlio di Pilemene (figlio di Bilsate, capo della città di Eneti in Paflagonia), uno dei comandanti alleati dell'esercito troiano, fu ucciso dall'acheo Merione durante la guerra di Troia, davanti alle mura della stessa città.
Suo padre Pilemene alla notizia della morte del figlio ne recuperò il cadavere per onorarlo e farne le esequie.